# Ali Hassan Mwinyi
Pour les articles homonymes, voir Mwinyi.
Ali Hassan Mwinyi, né le 8 mai 1925 dans le Pwani au Tanganyika et mort le 29 février 2024 à Dar es Salaam (Tanzanie), est un homme d'État tanzanien, président de la république unie de Tanzanie de 1985 à 1995. Il occupe également plusieurs fonctions ministérielles et celle de vice-président de la République.
Au cours des mandats de Mwinyi, la Tanzanie fait ses premiers pas afin de renverser la politique socialiste de Julius Nyerere. Il assouplit les restrictions à l'importation et encourage l'entreprise privée. C'est au cours de son deuxième mandat que la politique multipartite a été introduite sous la pression de donateurs étrangers.
Souvent appelé Mzee Rukhsa (« Tout va »), il contribue à la libéralisation des mœurs, des croyances, des valeurs (sans enfreindre la loi) et de l'économie. Beaucoup soutiennent que pendant le mandat de Mwinyi, le pays était en transition de l'échec de l'orientation socialiste de Julius Nyerere qui avait mis l'économie du pays à genoux. C'est durant l'administration de Mwinyi que la Tanzanie prend certaines des décisions cruciales vers la libéralisation de son économie qui ont ouvert la voie à une croissance économique à court terme.

## Biographie

### Premières années
Ali Hassan Mwinyi naît dans le village de Kivure situé dans la région côtière de Pwani le 8 mai 1925. Sa famille déménage sur l'île d'Unguja dans le protectorat de Zanzibar alors qu'il est encore très jeune, il y passe toute sa jeunesse,.
Mwinyi commence sa carrière professionnelle comme enseignant, puis comme directeur d'établissement scolaire. En 1963, il fait son entrée en politique en tant que secrétaire au ministre de l'Éducation de Zanzibar. En 1970, il devient ministre d'État au sein du gouvernement du président de Tanzanie, puis ministre de la Santé, ministre de l'Habitation et ministre des Ressources naturelles et du Tourisme en 1982-1983. Il occupe également la fonction d'ambassadeur en Égypte de 1977 à 1982 avant d'être élu président de Zanzibar en 1984. En tant que président de Zanzibar, Mwinyi devient de facto vice-président de la république unie de Tanzanie, sous Julius Nyerere,.
Dans un climat économique difficile au sein de la nouvelle union tanzanienne, Mwinyi tente de maintenir l'harmonie entre le Zanzibar, toujours tenté par des volontés sécessionnistes, et les terres continentales de Tanganyika.

### Présidence de la République
Après avoir intégré le Chama cha Mapinduzi (CCM) en 1984, Mwinyi est élu président de la République en novembre 1985 lors du scrutin d'octobre 1985. C'est Julius Nyerere qui l'avait désigné comme son successeur en 1985. Considéré comme un modéré, il met en place des réformes économiques qui faisaient davantage de place à l'entreprise privée que ce que permettait habituellement les politiques socialistes du CCM.
Ali Hassan Mwinyi hérite d'un pays en piètre condition économique : la monnaie est surévaluée, les biens de base sont difficilement accessibles, la dette du pays est particulièrement élevée et la production agricole est insuffisante pour subvenir aux besoins de la population, ce qui entraîne des besoins d'importation trop importants pour ce que le pays est en mesure de payer.
La politique socialiste de Nyerere n'ayant pas apporté les avantages escomptés, Mwinyi entreprend un virage économique vers une économie de marché, notamment en introduisant un plan de relance économique qui permit la conclusion d'un accord économique avec le Fonds monétaire international (FMI), et ce, malgré l'opposition de Nyerere et du CCM. À la suite de cet accord, en 1986, les pays formant le Club de Paris acceptent de réviser les échéances des dettes dues par la Tanzanie et lui fournissent de 800 millions à 1 milliard de dollars annuellement durant trois ans. Des sociétés d'État ainsi que des entreprises du milieu agricole et des transports sont notamment transférées au secteur privé. Après avoir abdiqué devant les demandes du FMI, le gouvernement doit dévaluer davantage sa monnaie en 1988 et devant son parti, il défend son plan comme « un moindre mal entre des étagères vides et des étagères remplies de produits chers ». Malgré ce virage économique, Mwinyi nie avoir inversé les politiques économiques de son prédécesseur et affirme que l'objectif de l'économie tanzanienne demeure le socialisme, tout en reconnaissant l'apport des entreprises privées dans le cadre d'une économie mixte.
Au niveau des relations étrangères, celles-ci se sont améliorées lors de la présidence de Mwinyi. Des pays nordiques, tels les États-Unis et le Royaume-Uni, apportent leur aide à la Tanzanie, et le Canada annule la dette que lui devait le pays. Mwinyi veille aussi au maintien de relations harmonieuses avec ses voisins : il signe un accord en 1986 avec le Malawi afin que celui-ci puisse bénéficier d'un meilleur accès au port de Dar es Salam, il contribue à la conservation des relations cordiales avec la Zambie et le Zimbabwe et le Mozambique, et il aide militairement ce dernier afin qu'il puisse protéger ses voies ferrées et lutter contre des forces déstabilisatrices soutenues par l'Afrique du Sud et actives dans le pays. À l'opposé, les relations avec le Burundi sont tendues, le gouvernement tanzanien expulsant plusieurs ressortissants burundais qui vivent illégalement en Tanzanie.
Enfin, au niveau de l'administration gouvernementale, Mwinyi procède au limogeage de plusieurs ministres et administrateurs d'État qui sont accusés ou soupçonnés de corruption ou encore qui sont perçus comme étant trop opposés aux politiques de libéralisation qu'il entrevoit. En 1992, le gouvernement de Mwinyi fait apporter une modification importante à la constitution, qui permettra dès lors un système politique multipartite.